# Табора (область)
Табора (англ. Tabora) — одна из 30 областей Танзании. Имеет площадь 76 151 км², по данным переписи 2012 года её население составляло 2 291 623 человек. Административным центром области является город Табора.

## География
Табора расположена в центральной части страны, граничит на севере с областью Шиньянга, на востоке — с областью Сингида, на юге — с областью Мбея, на юго-западе — с областью Руква, на западе — с областью Кигома.

## Административное деление
Административно область разделена на 6 округов:
- Уйуи
- Урамбо
- Сиконге
- Игунга
- Нзега
- Табора городской